# Mary Alexandra Bell Eastlake
Mary Alexandra Bell Eastlake o Mary Alexandra Bell (Douglas, 1864 - Ottawa, 1951) fue una pintora canadiense. Destacó por sus retratos de niños y niñas, así como por su faceta de diseñadora de joyas. 

## Biografía
Eastlake se formó en la Art Association of Montreal School de Montreal de 1884 a 1887 (Robert Harris; Montreal), en la Liga de Estudiantes de Arte de Nueva York (William Merritt Chase) y entre 1891 y 1892 en la Académie Colarossi (Gustave Courtois y E.L. Dupain; París). Expuso por primera vez en el Salón de París en 1899 y fue elegida como asociada de la Royal College of Art en 1893.
Después de casarse con Charles Herbert Eastlake, un pintor inglés y director del Chelsea Polytechnic, se mudó a Inglaterra donde aprendió a trabajar con los esmaltes y el metal para la producción de joyas. Exhibió su trabajo en el Palacio de Bellas Artes en la Exposición Colombina del Mundo de 1893 en Chicago, Illinois. Uno de sus trabajos, Un efecto de la luz solar a través de los árboles, se exhibió en el Salón de 1906. Pintó en Suecia, Holanda, Bélgica, Inglaterra y Francia. Eastlake regresó a Canadá en 1939.
La asociación The Pastel and the Boston Water Colour Societies la hizo miembro, y además del Salón, expuso en la Royal Academy, Arts and Crafts y New English Art Club, así como participó en exposiciones en Canadá y Estados Unidos. Sus obras forman parte de las colecciones de la Galería Nacional de Canadá.

## Trabajos seleccionados
- Moonrise
- The Village on the Cliff
- Reverie
- Snowy Day in a Canadian Village